# Urs Huber
Urs Huber (* 12. August 1985 in Muri) ist ein Schweizer Mountainbiker, der sich auf den MTB-Marathon spezialisiert hat.

## Sportlicher Werdegang
Huber ist mehrfacher Schweizer Meister im MTB-Marathon. 2008 gewann er sowohl bei den UCI-Mountainbike-Marathon-Weltmeisterschaften als auch den UEC-Mountainbike-Europameisterschaften die Bronzemedaille im Marathon. Im Verlauf seiner Karriere gewann er verschiedene renommierte Marathons, unter anderem den M3 Montafon Mountainbike Marathon, den Dolomiti Superbike, den La Forestière VTT und das MB Race. Beim Grand Raid BCVS ist er mit sechs Erfolgen Rekordsieger.
Im Jahr 2013 war Huber Mitglied des Sieger-Teams beim Dolomitenmann.
Auch bei verschiedenen Cross-Country-Etappenrennen steht Huber in den Siegerlisten, so gewann er mit verschiedenen Partnern die Bike Transalp, das Absa Cape Epic 2017, die Crocodile Trophy Australien und zuletzt 2021 das Andalucia Bike Race als Teil der neuen UCI-Mountainbike-Marathon-Serie.

## Erfolge
| 2008 - Weltmeisterschaften – Marathon XCM - Europameisterschaften – Marathon XCM - Grand Raid BCVS 2011 - Schweizer Meister – Marathon XCM - Grand Raid BCVS 2012 - Gesamtwertung Bike Transalp mit Konny Looser 2013 - Grand Raid BCVS 2014 - Schweizer Meister – Marathon XCM - Grand Raid BCVS | 2016 - Schweizer Meister – Marathon XCM - Gesamtwertung Cape Epic mit Karl Platt - Grand Raid BCVS 2018 - Schweizer Meister – Marathon XCM 2019 - Schweizer Meister – Marathon XCM - Grand Raid BCVS 2021 - Gesamtwertung Andalucia Bike Race mit Simon Schneller 2023 2012 - Gesamtwertung Bike Transalp mit Simon Schneller |